# Бойко, Михаил Акимович
Михаил Акимович Бойко (1 июля 1899 — 11 августа 1986, Запорожье) — Заслуженный металлург УССР, Герой Социалистического Труда, почетный гражданин города Запорожье.

## Биография
Родился 1 июля 1899 на территории современного Тульчинского района Винницкой области.
- В 1917—1921 годах — боец Красной Армии;
- В 1931—1933 годах — каменотес на Днепрострое;
- В 1933—1941 годах — сталевар завода инструментальных сталей комбината «Запорожсталь»;

После начала Великой Отечественной войны вместе с заводом был эвакуирован, в 1942—1950 годы работал сталеваром металлургического комбината города Электросталь Московской области РСФСР.
- В 1951—1965 годах — сталевар завода «Днепроспецсталь».

Избирался депутатом Запорожского городского и областной советов многих созывов.
Умер в августе 1986 года в Запорожье.

## Награды и звания
- Герой Социалистического Труда (с 19 июля 1958 года).
- три ордена Ленина (1939, 1954, 1958)
- медали.

- Заслуженный металлург УССР.
- Почётный гражданин города Запорожье (звание присвоено решением Запорожского городского совета № 4/4 от 27 октября 1967 года)[1].

## Память
- приз имени Почётного гражданина города Запорожье Героя Социалистического Труда М. А. Бойко (вручался за трудовые достижения)[2]